# Brachyactis
Brachyactis é um género botânico pertencente à família Asteraceae.